# Arachnopusia fragilis
Arachnopusia fragilis är en mossdjursart som först beskrevs av Busk 1884.  Arachnopusia fragilis ingår i släktet Arachnopusia och familjen Arachnopusiidae. Inga underarter finns listade i Catalogue of Life.